# فضل الله سعيد حمادة
فضل الله سعيد حمادة (1903 – 1990) سياسي ونائب لبناني سابق.

## ولادته ونشأته
ولد في مدينة الهرمل في البقاع اللبناني في العام 1903. 
درس في مدرسة عينطورة حتى نهاية المرحلة المتوسطة، ثم انصرف إلى إدارة املاك والده في سهل البقاع وفي سورية.

## في النيابة
انتخب نائبا عن البقاع اللبناني في دورة العام 1951 ميلادي، وكان عضوا في لجنة الأشغال العامة ولجنة الدفاع الوطني.
كان عضوا في لائحة الرئيس صبري حماده (ابن شقيقته) وناصره في مواجهة السلطة التي حاولت إضعافة في الخمسينيات من القرن الماضي. 

## وفاته
توفي في الأول من تموز من العام 1990 ميلادي.